# Purple (Baroness)
Purple è il quarto album in studio del gruppo sludge metal statunitense Baroness, pubblicato nel dicembre 2015.

## Tracce
1. Morningstar – 4:16
2. Shock Me – 4:17
3. Try to Disappear – 4:52
4. Kerosene – 5:10
5. Fugue – 2:34
6. Chlorine & Wine – 6:49
7. The Iron Bell – 4:24
8. Desperation Burns – 4:14
9. If I Have to Wake Up (Would You Stop the Rain?) – 5:41
10. Crossroads of Infinity – 0:16

## Formazione
- Pete Adams – voce, chitarre
- John Dyer Baizley – voce, chitarre, piano, glockenspiel
- Nick Jost – basso, contrabbasso, sintetizzatori, piano
- Sebastian Thomson – batteria